# Бутилка на Клайн
Бутилка на Клайн в математиката е двумерна повърхнина, която има само една страна, т.е. при нея не може да се разграничат „вътрешна“ от „външна“ страна. Тя не може да бъде конструирана в по-ниско от четиримерното пространство, макар че идея за нея може да бъде придобита от двумерните и тримерните ѝ изображения.
За първи път обектът е описан от немския математик Феликс Клайн през 1882 г. Първоначално Клайн го нарича „повърхнина“ („Fläche“), което грешно е превеждано на английски като „бутилка“ („Flasche“). Тази грешка обаче лесно се обяснява и с известното изображение на повърхнината, което прилича на бутилка, чието дъно с дупка е закривено, и минавайки през стената на бутилката, отново се слива с нейното гърло.
В топологията бутилката на Клайн е двумерно затворено неориентируемо многообразие с ойлерова характеристика нула.

## Свойства и формулно представяне
Бутилката на Клайн е пример за повърхнина, която е едновременно едностранна и затворена. По подобие на листа на Мьобиус, бутилката е двумерно многообразие – диференцируемо и неориентируемо (т.е. такова, за което понятията ляво и дясно не са дефинирани). За разлика от листа на Мьобиус, бутилката е затворено многообразие – компактно и без граница. И докато листът на Мьобиус може да се реализира на практика в тримерното пространство, бутилката на Клайн не може. Тя обаче може да бъде успешно конструирана в четиримерно пространство, при което няма да се получи самопресичането и неизбежния отвор в повърхнината, които налагат ограниченията на двумерните и тримерните ѝ изображения.
Топологически, Бутилката на Клайн се получава от квадрат [0,1] × [0,1] посредством отъждествяване на точките {\displaystyle (x,-1)} с {\displaystyle (-x,1)} и на {\displaystyle (-1,y)} с {\displaystyle (1,y)}. Така отъждествяването на страните на квадрата {\displaystyle x=\pm 1} става „с усукване“, а на {\displaystyle y=\pm 1} – „без усукване“.
Множеството от точките ѝ се задава с уравнението:
{\displaystyle (x^{2}+y^{2}+z^{2}+2y-1)[(x^{2}+y^{2}+z^{2}-2y-1)-8z^{2}]+16xz(x^{2}+y^{2}+z^{2}-2y-1)=0}
Друг вариант за конструирането на бутилката е, като се сгъне по дължина един лист на Мьобиус и ръбовете му се слепят. Обратно, чрез разрязване на бутилка на Клайн може да се получи отново лист на Мьобиус. В това си представяне бутилката на Клайн има следната проста параметризация:
{\displaystyle {\begin{cases}x=(r+\ cos{\frac {u}{2}}\sin v-\sin {\frac {u}{2}}\sin 2v)\cos u\\y=(r+\ cos{\frac {u}{2}}\sin v-\sin {\frac {u}{2}}\sin 2v)\sin u\\z=\sin {\frac {u}{2}}\sin v+\cos {\frac {u}{2}}\sin 2v)\end{cases}}}
При това представяне самопресичащата се окръжност е геометрична окръжност в равнината XY. Тук положителната константа r е радиусът на окръжността. Параметърът u задава ъгъла в равнината XY, а v фиксира положението спрямо сечението с форма на осморка.

## Любопитно
- В телевизионния сериал „Футурама“ на една полица е показана бира марка Клайн. Бутилката ѝ е бутилка на Клайн.
- В Британския музей на науката е изложена красива колекция от тримерни модели на бутилката на Клайн от ръчно духано стъкло.